# シャドー・チェイサー
『シャドー・チェイサー』（原題：The Cold Light of Day）は、2012年のアメリカ合衆国のアクション映画。

## ストーリー
※ネタバレあり
経営する会社の破産の危機を抱えるウィル・ショーは、休暇を過ごす家族に会うためにスペインにやって来た。ただ、彼は大使館の文化交流員をしている厳格な父マーティンとは確執があり、気が進まなかった。母ローリー、弟ジョシュ、その恋人ダラと合流するが、会社が破産したという電話を受け、気まずくなって外出する。ところがウィルが戻ると、家族のクルーザーは荒らされ、全員が行方不明になっていた。警察に駆け込み捜索を依頼するが、ウィル自身も拉致されそうになってしまう。警官たちの追跡から辛くも逃れる途中でマーティンが現れ、銃で脅されている隙に家族はみな拉致されたことを知らされた。マーティンは自分の真の仕事は外交官ではなく、CIAの工作員であることをウィルに告白する。
マーティンとウィルは同僚ジーン・キャラックとマドリードで合流した。拉致犯は、あるブリーフケースを奪われ取り返そうとしており、マーティンはジーンがそれを隠し持っていると疑っていた。24時間以内に返さないと家族が殺されるため、彼はジーンに協力を要請する。しかしその直後、マーティンは何者かに狙撃されて死亡してしまう。ウィルは父の拳銃と携帯電話を取ると必死に逃げ、アメリカ大使館に駆け込んだ。家族が誘拐されたという彼の訴えを職員は取り合わず、それどころか逃亡中に狙撃された警官殺しの容疑を掛けられてしまう。ジーンも大使館に電話してきて協力を申し出るが、ウィルは彼女の態度を信用できず、車に酔ったふりをして再び逃走した。バスで移動していると犯人から電話があり、ウィルは父が死んだことを伝えるが信用せず「カバンか、家族の命のどちらかだ。時間稼ぎをするな。午後6時に太陽の門に来い」という。マーティンの携帯電話の履歴には「ディエゴ」という人物が多く残っていた。ウィルはディエゴに電話し、事務所受付の女性に住所を聞き出し会いに行く。だがそこではジーンの仲間が待ち伏せしており、格闘の末、受付をしていたディエゴの姪ルシアとともに逃げ出す。二人がディエゴの家に着くと、ディエゴもまた既に殺されていた。現場にはジーンとその仲間ゴーマンがおり、マーティンが組織を裏切り敵にカバンを渡したのだとウィルに話した。話を信じられないウィルが真実を聞き出そうとするが、話し合いの決裂とともにルシアが飛び込み銃撃戦になる。二人は屋上に逃れ、決死のダイブで通りを逃げ去った。
撃たれた傷を癒すため、ルシアの友人クリスを訪ねディスコへやってきた。やっかいごとは御免と渋い顔をされたが、そこで応急処置を施されウィルは一命を取り留める。その際、ルシアはマーティンの携帯を見て、自分の父の写真があることをいぶかる。実はルシアの母はマーティンの愛人であり、ルシアはウィルの妹だったのだ。太陽の門まで電車で移動し、ウィルはルシアと別れ、拉致犯と接触した。拉致犯はイスラエルの情報機関モサドだった。ウィルはモサドに監禁され、父がどこにいるかを聞き出すために拷問される。ウィルはCIAの人間が父を射殺したことをモサドに伝えると、人質となっていた家族と会わせ、ウィルをおとりにしてジーンをおびき出す作戦を伝える。銃を持たされ街に放り出されたウィルはディスコへ戻る。ルシアと再会し、事情を知ったディスコバーの経営者マキシモも協力を申し出る。クレジットカードの使用履歴で店におびき出すと一人でやってきたゴーマンを捕虜にしジーンの居場所を突き止めようとするが、口を割らない。ウィルはわざとゴーマンを逃がすと尾行してジーンと情報の買い手の密会に忍び込む。モサドも入り込み乱戦になるが、ジーンはカバンを奪って逃走する。カーチェイスののち、双方の車は転倒した。ウィルの銃は外に放り出され、ジーンは先に車から出てウィルにとどめを刺そうと近づいた。しかし、銃を撃つより先にジーンが倒れる。後方からやってきたモサドによる弾丸がジーンを打ち抜いたのだった。とらわれていた家族のもとにウィルが駆け付ける。重傷を負ったルシアも回復し、病院にて家族が再会を喜ぶのだった。

## キャスト
※括弧内は日本語吹替
- ウィル・ショー - ヘンリー・カヴィル（内田夕夜）： 会社経営者。しかし破産の危機を迎えている。
- ジーン・キャラック - シガニー・ウィーバー（塩田朋子）： CIA局員。
- マーティン・ショー - ブルース・ウィリス（志村知幸）： ウィルの父親。表向きは外交官。
- ルシア・カルデラ - ベロニカ・エチェーギ（英語版）（志田有彩）： 地元の女性。
- ローリー・ショー - キャロライン・グッドール： ウィルの母親。マーティンの妻。
- ジョシュ・ショー - ラフィ・ガヴロン（英語版）： ウィルの弟。
- マキシモ - オスカル・ハエナダ（英語版）（板取政明）： ルシアの友人。ディスコ経営者。ウィルを手伝う。
- ダラ・コリンズ - エマ・ハミルトン（英語版）： ジョシュの恋人。
- ゴーマン - ジョゼフ・マウル（真矢野靖人）： CIAの殺し屋。
- ザヒール - ロシュディ・ゼム（佐々木啓夫）： ウィルの家族を拉致した男。
- CIAエージェント - コルム・ミーニイ

## 公開
2012年4月6日にイギリスで、同年9月7日に全米で公開された。日本では同年10月27日に公開された。